# Wilhelm Ganzel
Wilhelm Ganzel var en tysk kaptajnløjtnant og marineofficer, som et par gange i 1916 var stationeret på luftskibsbasen i Tønder.
Ganzel var L 9's kommandant fra 14. juli 1916 til 8. august 1916 med Richard Frey som 1. officer og udførte 6 ture mens luftskibet var i Tønder, bortset fra den sidste, som førte luftskibet til Seddin i Bagpommern.
Dernæst blev Ganzel kommandant på L 23 fra 10. august til 16. november 1916 med Armin Rothe som 1. officer og udførte 16 ture, næsten alle fra basen i Nordholz, men fra 9. november i Tønder.

## L 23's bombning af Boston 2./3. september 1916
Natten mellem mellem 2. og 3. september 1916 udførtes 1. verdenskrigs største bombetogt mod England med deltagelse af 12 af marinens og 4 af hærens luftskibe.
Wilhelm Ganzel og Armin Rothe deltog fra basen i Nordholz ombord på L 23 og kastede 7 bomber over Boston-området i Lincolnshire, hvor 6 ramte byen og 1 ramte Wyberton 3 km sydvest for, og forårsagede 1 dødsfald.

## L 23's togt mod Midlands 23./24. september 1916
Den 23. september 1916 afgik 7 luftskibe mod English Midlands, hvor vist L 23 ikke forrettede skade og kun L 17's bombning af Nottingham forårsagede dødsfald.
De nyere luftskibe L 30 (von Buttlar), L 31 (Mathy), L 32 (Werner Petersen) og L 33 (Alois Böcker) styrede mod London, hvor L 32 blev skud brændende ned og L 33 blev alvorligt ramt, men besætningen overlevede nødlanding.

## Tekniske problemer 25. september 1916
Den 25. september 1916 afgik 7 luftskibe mod England, men L 23 vendte hjem med tekniske problemer.

I forbindelse med dette togt blev Ganzel beskyldt for uberegnelig opførsel med dårlige nerver.
Han blev derfor snart efter afskediget og overført til pligter på landjorden.

Denne nat bombede Luftskib L 21 Bolton og L 22 Sheffield.

## Overskyet 1. oktober 1916
Den 1. oktober 1916 afgik 11 luftskibe mod England, men vejret var meget skyet og L 23 var blandt 4 luftskibe, som vendte hjem før tid.

## Tilbage i Tønder 9. november 1916
Inden afskedigelsen 16. november 1916 nåede Ganzel 9. november at føre L 23 til Tønder, hvor luftskibet ikke kom ud at flyve igen før den hjemvendte Franz Stabbert tog over 20. december, efter L 20's nødlanding i Norge og ½ års internering.
Armin Rothe fortsatte som 1. officer sammen med Stabbert, først på L 23 og senere på L 44, indtil de 20. oktober 1917 i stor højde blev skudt ned over Lorraine i Frankrig.

## Eksterne links
- Kapitäleutnant Wilhelm Ganzel - zeppelin-museum.dk

1. ↑  Boston - The Baby Killers: German Air Raids on Britain in the First World War, af Thomas Fegan (2002). ISBN 9781781592038
2. ↑  Boston and World War I Arkiveret 29. oktober 2014 hos  Wayback Machine - boston.gov.uk
3. ↑  Exhibitions Arkiveret 29. oktober 2014 hos  Wayback Machine - bostonguildhall.co.uk
4. ↑  The End of the Zeppelins: September 1916-May 1917 - Battle of Britain 1917: The First Heavy Bomber Raids on England, af Jonathan Sutherland (2006). ISBN 9781783460359
5. ↑  Dark Automn Arkiveret 19. november 2014 hos  Wayback Machine - richthofen.com